# Papierspaltverfahren
Das Papierspaltverfahren ist ein in den 1960er Jahren vom Restaurator Günter Müller an der Universität Jena entwickeltes Verfahren, mit dem (z. B. durch Tintenfraß) beschädigtes Papier restauriert werden kann. Das Papierspaltverfahren wird nur in schwerwiegenden Fällen angewandt, da es aufwändig (damit kostenintensiv) ist und das Original verändert wird.

## Das Verfahren
Das zu restaurierende Blatt Papier wird in ein spezielles Bad gelegt, damit es aufquillt und Schadstoffe aus dem Papier ausgewaschen werden. Dann werden  Vorder- und Rückseite jeweils mit einem mit Gelatinekleber behafteten Kaschierpapier (Trägerpapier) beklebt, wobei das Anpressen der Kaschierpapiere in einer hydraulischen Presse vorgenommen wird. Anschließend werden die Kaschierpapiere auseinandergezogen und das zu restaurierende Papier damit gespalten. Alternativ zum Bad können zwei angefeuchtete Kaschierpapiere beidseitig aufgetragen werden, so dass die Feuchtigkeit ins Kunstwerk eindringen kann. Durch das Aufquellen des Blattes lässt sich dieses auseinanderziehen, und man spaltet es so in zwei Hälften. Nun wird dazwischen ein dünnes, säurefreies und gepuffertes Japanpapier (Kernblatt) unter Druck eingeklebt und so die beiden Originalpapierhälften wieder miteinander verbunden. Kalziumkarbonat in der Kernblattverklebung wirkt als Puffer gegen zukünftig entstehende Säuren. Im letzten Schritt werden die Kaschierpapiere in einem Tauchbad mit Enzymen unter Auflösung des Gelatineklebers wieder abgelöst.
Die technologische Einschränkung des Verfahrens besteht in der nicht immer gleichmäßigen Aufspaltung der Originalblätter, was trotz sorgfältiger und exakter Verfahrensweisen in der großen Variantenvielfalt unzähliger Papiersorten begründet liegt. Kein Papier besitzt über seinen Querschnitt betrachtet an jeder Stelle ein völlig homogenes Fasergefüge und eine gleichmäßige Verteilung der Füllstoffe. Dieser innere Aufbau hat für die Kapillarstruktur und die gradiell verteilten Festigkeitseigenschaften im Blattquerschnitt eine hohe Bedeutung. Das trifft sowohl auf handgeschöpfte als auch auf maschinengefertigte Papiere in unterschiedlicher Spezifik zu. Wegen dieser unvermeidlichen und herstellungsbedingten Eigenschaften werden die beiden Seiten eines Papiers als Schön- und Siebseite bezeichnet. Folgerichtig beeinflussen diese Fragen auch die Technologie des Papierspaltverfahrens.

## Geschichtliches
- Die Papierspaltung ist schon im 1901 veröffentlichten „Bookbinding and the care of Books“ von Douglas Cockerell erwähnt.
- Bekannt ist diese Restaurierungsmethode vor allem durch die durch Tintenfraß in Mitleidenschaft gezogenen Notenhandschriften von Johann Sebastian Bach.